# Parochetus
Genre
Synonymes
- Cosmiusa Alef[2].

Parochetus est un genre de plantes à fleurs dicotylédones de la famille des Fabaceae, sous-famille des Faboideae, originaire d'Afrique et d'Asie, qui comprend deux espèces acceptées.

## Étymologie
Le nom générique, « Parochetus », dérive de deux racines grecques : παρά (para), « près, le long de », et oχετός (ochetos), « drain, canal, aqueduc », en référence à l'habitat des plantes de ce genre sur les rives des rivières et ruisseaux.

## Liste d'espèces
Selon Catalogue of Life (26 octobre 2018) :
- Parochetus africanus Polhill
- Parochetus communis D.Don